# Halictus harmonius
Halictus harmonius là một loài Hymenoptera trong họ Halictidae. Loài này được Sandhouse mô tả khoa học năm 1941.